# Mount Colah
Mount Colah är en del av en befolkad plats i Australien. Den ligger i kommunen Hornsby Shire och delstaten New South Wales, i den sydöstra delen av landet, omkring 21 kilometer nordväst om delstatshuvudstaden Sydney. Antalet invånare är 6 974.
Runt Mount Colah är det mycket tätbefolkat, med 1 463 invånare per kvadratkilometer.. Närmaste större samhälle är Castle Hill, omkring 12 kilometer sydväst om Mount Colah. 
Runt Mount Colah är det i huvudsak tätbebyggt. Genomsnittlig årsnederbörd är 1 380 millimeter. Den regnigaste månaden är februari, med i genomsnitt 200 mm nederbörd, och den torraste är juli, med 36 mm nederbörd.